# Salyan
Salyan este un oraș din Azerbaidjan.